# Forstuvet ankel
En forstuvet ankel, også kendt som en ankelforstuvning, forvredet ankel, ankelledbåndsskade eller ankeldistorsion, er en meget almindelig medicinsk tilstand, hvor et eller flere af ledbånd i anklen forstrækkes eller delvist overrives.

## Tegn og symptomer
De symptomer, der kan opleves ved en forstuvning, er vigtige for at kunne udelukke mistanken om knoglebrud. Når en forstuvning sker, vil blodkar lække væske og blod ind i vævet, som omgiver leddet. Hvide blodlegemer, der er ansvarlige for inflammation, migrerer til området, og blodgennemstrømningen øges i området. Nerverne i området bliver mere følsomme, når skaden er sket, og smerten kan føles dunkende og vil forværres, hvis der trykkes på området. Anklen vil være varm og rødmende. Resultatet af inflammationen, smerten og hævelsen er, at der vil være nedsat evne til at bevæge foden.
Det er generelt svært at kende forskel på en kraftig forstuvning og et brud på anklen. Hvis der er nogen form for tvivl, bør en læge konsulteres.
Sværhedsgraden af en forstuvet fod kan klassificeres i grader 1, 2 og 3.
- Grad 1 (mild) ankel forstuvning – mindre end 25% af fibrene er påvirket
- Grad 2 (moderat) ankel forstuvning – 25% - 75% af fibrene er påvirket
- Grad 3 (svær) ankel forstuvning – mere end 75% af fibrene er påvirket resulterende i væsentligt ustabilt led

Den mest almindelige form for forstuvning er en inversionsforstuvning, som er tilfældet ved ca. 85% af alle forstuvede ankler. En inversionsforstuvning forvolder skade på ledbåndene på ydersiden af foden (oftest det forreste talofibulare ligament).
Den anden type af forstuvning er en eversionsforstuvning, som er tilfældet ved ca. 15% af alle forstuvede ankler. En eversionsforstuvning forvolder skade på ledbåndene på indersiden af din fod (oftest det deltoide ligament). Denne skade er ofte forbundet med et brud på knoglen på indersiden af anklen (fibula, mediale malleolus, talus), hvilket er vigtigt at være opmærksom på.